# Siergiej Niemcew
Siergiej Aleksandr Niemcew (ros. Сергей Александрович Немцев, ur. 30 listopada 1912 w Nowozybkowie w guberni briańskiej, zm. 21 lutego 1974 w Moskwie) – radziecki działacz partyjny i państwowy.

## Życiorys
W latach 1930-1933 pracował w Sektorze Operacyjnym GPU w Barnaule, 1933-1937 studiował w Moskiewskim Instytucie Zootechnicznym, 1937-1941 pracował w Głównym Zarządzie Północnej Drogi Morskiej przy Radzie Komisarzy Ludowych ZSRR, od 1941 należał do WKP(b). W latach 1942–1943 był II sekretarzem, a 1943-1946 I sekretarzem ust-jenisejskiego komitetu rejonowego WKP(b) w Tajmyrskim (Dołgańsko-Nienieckim) Okręgu Autonomicznym, 1946-1948 przewodniczącym Komitetu Wykonawczego Tajmyrskiej (Dołgańsko-Nienieckiej) Rady Okręgowej, a 1948-1955 przewodniczącym Krasnojarskiej Krajowej Komisji Planowej. Od czerwca 1955 do stycznia 1956 był zastępcą przewodniczącego Komitetu Wykonawczego Krasnojarskiej Rady Krajowej, od 20 stycznia 1956 do lutego 1963 sekretarzem Sachalińskiego Komitetu Obwodowego KPZR, od lutego 1963 do kwietnia 1969 przewodniczącym Komitetu Wykonawczego Sachalińskiej Rady Obwodowej, następnie referentem Rady Ministrów RFSRR. Był odznaczony Orderem Czerwonego Sztandaru Pracy (1966) i dwoma Orderami Znak Honoru.